# Hotel Silesia
Hotel Silesia w Katowicach – hotel w Katowicach przy ul. ks. Piotra Skargi 2. Wyburzony w 2019 roku.

## Historia
Hotel zaprojektowany w latach 1967–1970 przez Tadeusza Łobosa, przy współpracy Jana Głucha i konstruktora Zenona Poniatowskiego, został oddany do użytku w 1971 r. Inwestorem obiektu był Orbis.
Budynek stanął w miejscu Hali Mięsnej z 1911 r. W chwili powstania był czwartym polskim hotelem kategorii „LUX”, najbardziej reprezentacyjnym i największym budynkiem hotelowym w województwie katowickim. W 1971 r. otrzymał nagrodę Ministerstwa Budownictwa i Przemysłu Materiałów Budowlanych III stopnia.
Miał 262 miejsca noclegowe w pokojach 1- i 2-osobowych oraz dziewięciu 2-osobowych apartamentach. Trzy sale konferencyjne na 20, 30 i 60 osób, restaurację dla 180 osób, kawiarnię dla 130 osób, bar nocny na 80 miejsc, bar kawowy, sklep cukierniczy, sklep „Desy” oraz liczne punkty usługowe (kiosk „Ruchu”, punkt PKO, gabinet fryzjersko-kosmetyczny, punkt krawiecki). Personel liczył 360 osób. Wśród znamienitych gości hotelowych byli: Josif Brodski, Czesław Miłosz, Kazimierz Kutz, Aleksander Kwaśniewski, Jerzy Maksymiuk, Krzysztof Penderecki, Urszula Sipińska.
Działalność zakończył w maju 2006 roku. Budynek kupiła spółka Accor, następnie firma ECE, po niej Vastint Poland. 
W 2018 r. zdemontowano wartościowe wyposażenie wnętrz celem sprzedaży w galeriach sztuki. W 2019 obiekt wyburzono. W jego miejscu zaplanowano kompleks „Nova Silesia”, w skład którego mają wchodzić dwa 13-piętrowe biurowce i nowy hotel ze 144 pokojami.

## Architektura
10-kondygnacyjny gmach w formie prostopadłościanu został wzniesiony w konstrukcji szkieletu żelbetowego, wypełnionego blokami gazobetonowymi. Elewacje frontowe były pokryte ceramicznymi płytkami w kolorze zielonym wyprodukowanymi w Spółdzielni „Kamionka” w Łysej Górze, boczne jasnym kamieniem. Na dachu zamontowano charakterystyczny neon z nazwą hotelu i symbolem „Orbisu”. Przed głównym wejściem usytuowano podjazd dla samochodów i parking. Komunikację wewnętrzną zapewniały windy produkcji szwedzkiej.
Nowoczesne wnętrza były luksusowe. Część gastronomiczną, wyposażoną w urządzenia z Włoch, zaprojektował Stefan Sienicki. Oprawę plastyczną pomieszczeń wykonali artyści z Pracowni Sztuk Plastycznych w Katowicach według projektów Andrzeja Stanisława Kowalskiego i Zygmunta Lisa. Pokoje, każdy z osobą łazienką, umeblowano sprzętami z mahoniu i wyposażono w radia i telefony. Trzypokojowe apartamenty miały biało-złote zestawy mebli stylizowane na okres „Księstwa Warszawskiego”. Ściany zdobiły dzieła sztuki współczesnej (kilimy, metaloplastyka), zakupione w Salonie Sztuki Współczesnej.

## Galeria

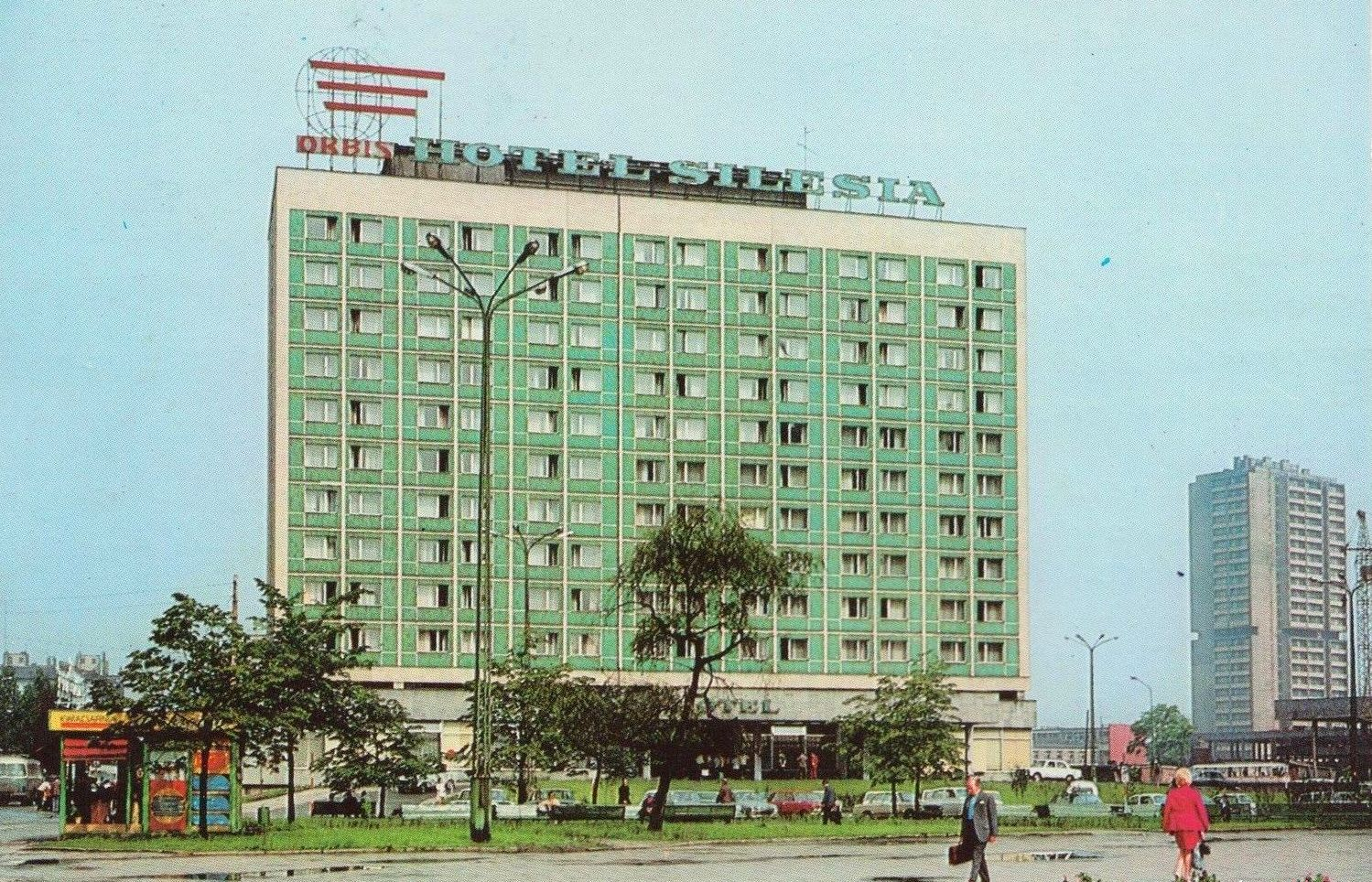
Widok ogólny (1976)
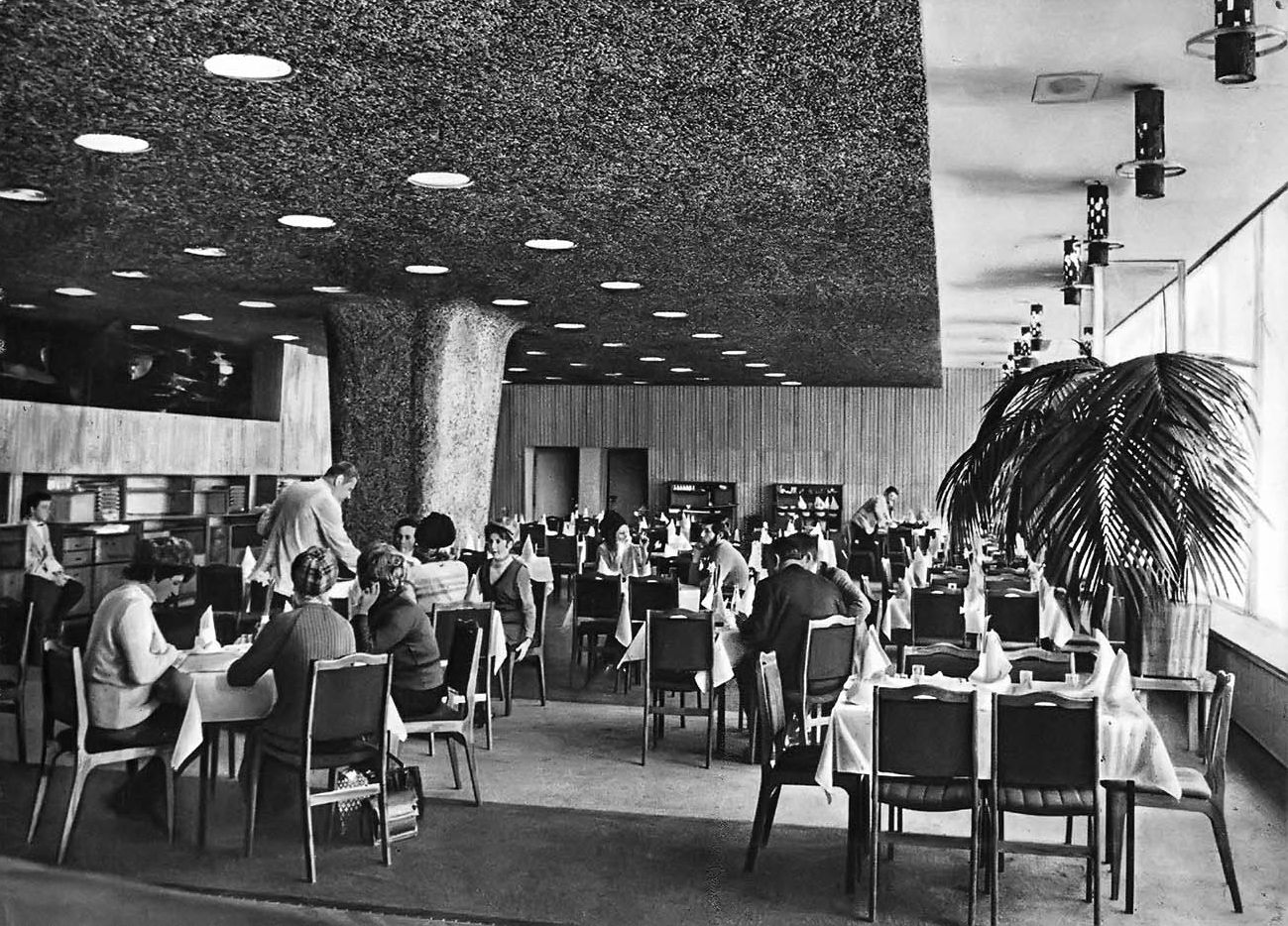
Restauracja hotelowa (1973)
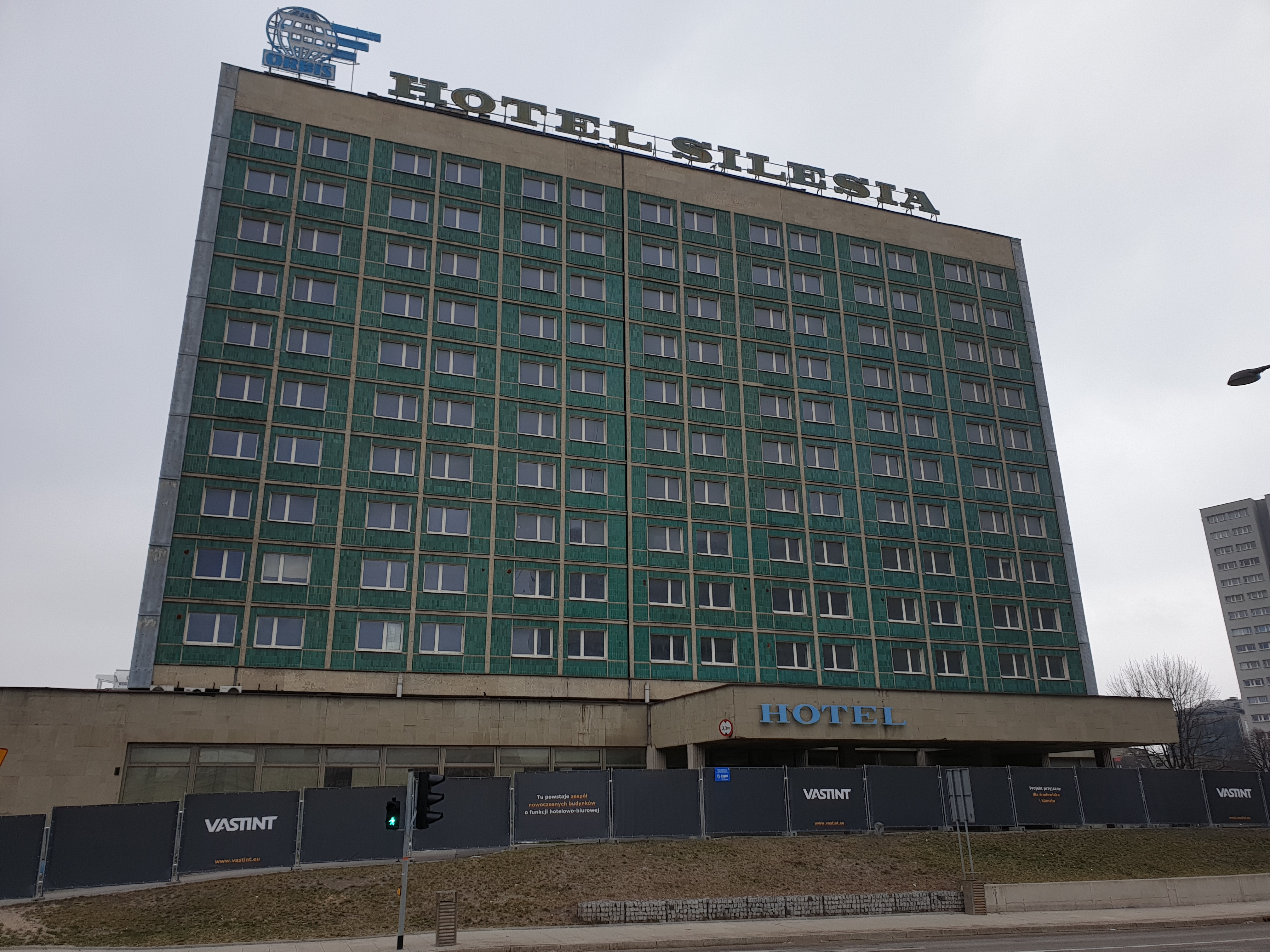
Elewacja frontowa (2019)
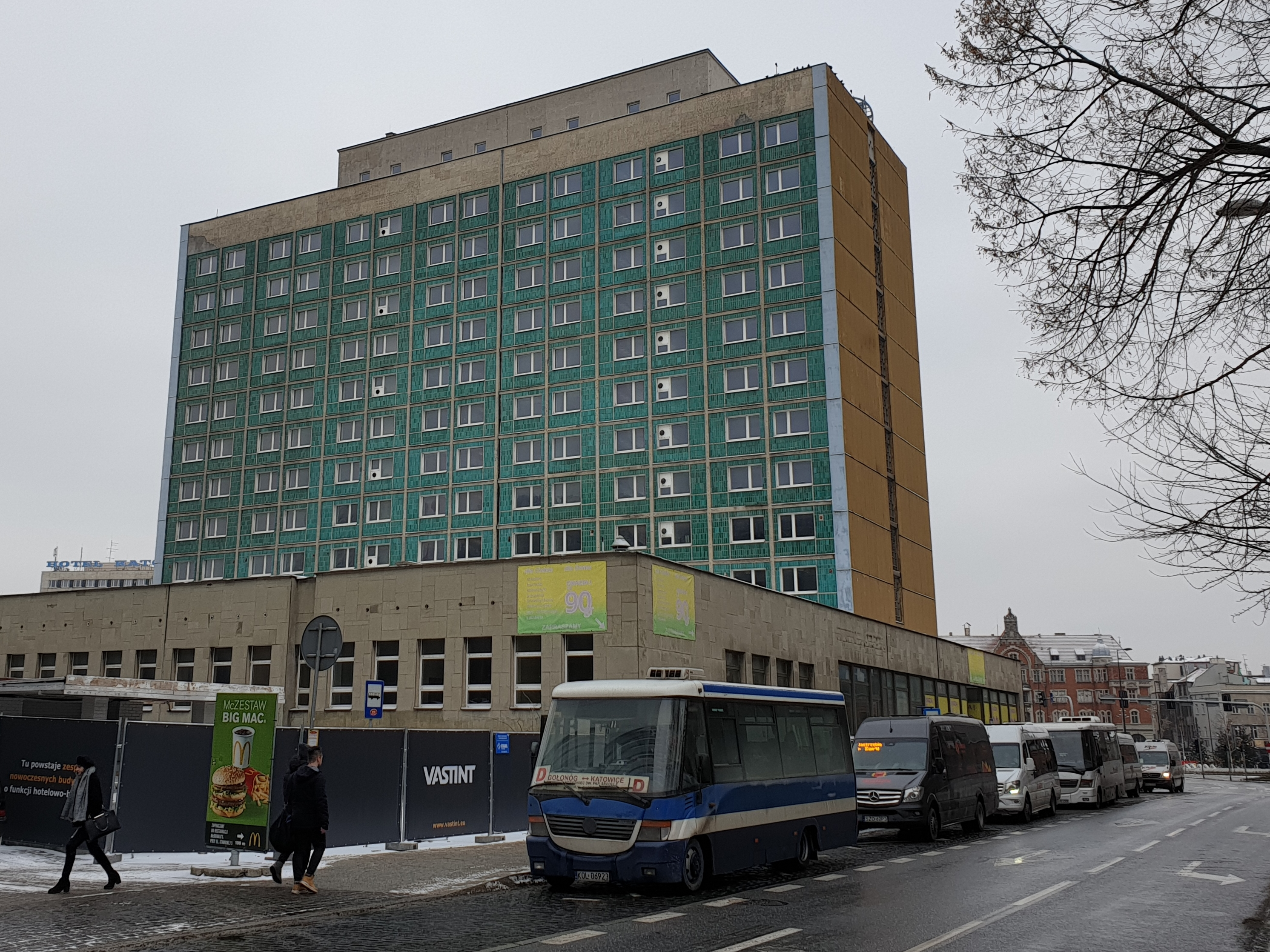
Elewacja zachodnia (2019)
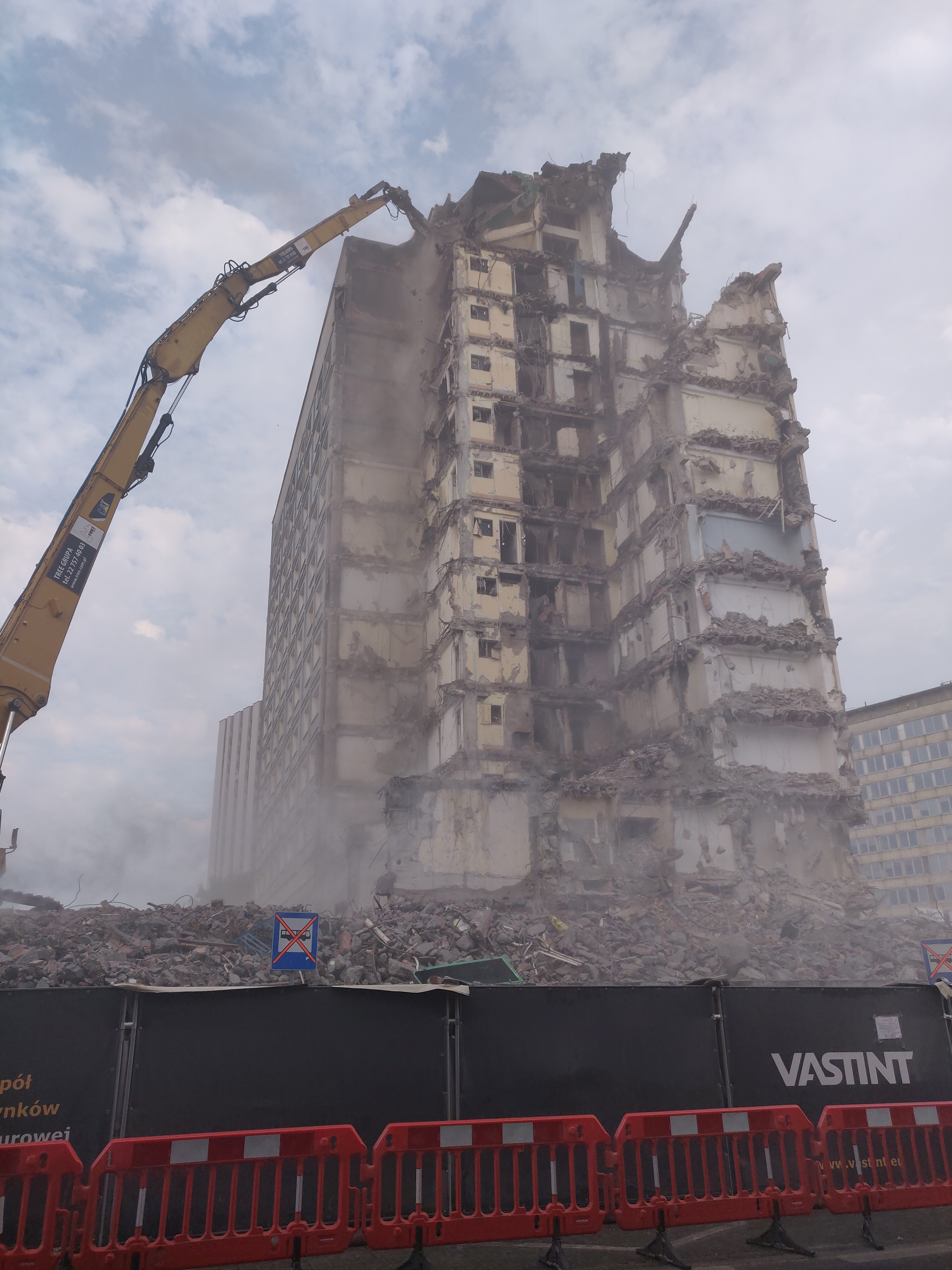
Wyburzenie hotelu (wrzesień 2019)